# Villa Lemmi
La villa Lemmi est une villa italienne à Florence, en Toscane. Située via Chiasso Macerelli, dans le quartier de Careggi, elle  appartenait aux Tornabuoni (it) entre 1469 et 1541. Elle est surtout connue pour le cycle de fresques qui, selon l'hypothèse la plus probable, été réalisé vers 1486 par Sandro Botticelli pour le mariage de leur fils Lorenzo Tornabuoni avec Giovanna di Maso degli Albizzi, qui eut lieu le 15 juin 1486. Les deux fresques subsistantes de l'ensemble font aujourd'hui partie des collections du musée du Louvre, à Paris.

## Historique
La villa devient la propriété de l'INAIL (it) en 1952, qui la restaure, en fait le siège de la CTO, de l'Université Internationale de l'Art et, aujourd'hui, de son centre de formation.

## Fresques
Deux seulement des trois fresques ont pu être sauvées : 
- Vénus et les trois Grâces offrant des présents à une jeune fille[1] - 211 × 284 cm (entre 1483 et 1486).
- Un jeune homme présenté par Vénus aux sept Arts libéraux.

En 1863, les fresques, chaulées en blanc, revoient le jour, à la suite de travaux commandés par la famille Lemmi, héritière du domaine.
Elles ont été endommagées gravement par un antiquaire ayant voulu les vendre sans révéler leur auteur.
Achetées en 1882 par le biais du marchand Stefano Bardini, ces fresques sont conservées aujourd'hui au musée du Louvre de Paris, salle Percier et Fontaine.
Une autre fresque de Domenico Ghirlandaio dans la chapelle de la villa a été perdue.

### Description
La première scène se passe dans une sorte de jardin, comme le suggère la fontaine sur la gauche. Les Trois Grâces accompagnent Vénus qui offre des fleurs à une jeune femme. La scène, ancrée dans les questions liées au néoplatonisme médicéen (rencontre dans la nature, selon une sorte de rite païen, entre des personnes et des êtres mythologiques issus de l’antiquité gréco-romaine redécouverte, conception humaniste du monde) pourrait être nocturne : selon la littérature médiévale, y compris Dante, les rencontres entre les hommes et les figures allégoriques ou mythologiques ne peuvent se produire que dans un rêve. 
En bas à droite, le Putto tenait peut-être le blason des Tornabuoni ou des Albizzi. Ce blason a disparu, comme dans l'autre fresque.
La deuxième scène se passe aussi dans un jardin, comme le suggèrent les arbres en arrière-plan. Un jeune homme, peut-être Lorenzo Tornabuoni, est présenté par la Grammaire à la Prudence entourée des Arts libéraux, chacun avec ses attributs : les arts du trivium (en sus de la Grammaire, la Rhétorique avec un rouleau et la Dialectique avec un scorpion dans les mains - généralement, c'est un serpent) et ceux du quadrivium (l'Arithmétique tient peut-être dans sa main gauche une feuille de papier qui semble perforée ; la Géométrie, un compas ; l'Astronomie, une sphère armillaire, la Musique, un orgue portatif et un tambourin). 
Le jeune homme est donc parfaitement accompli. L'Arithmétique lui tend la main : peut-être est-ce une référence au fait qu'il vient d'une famille de banquiers.